# Bisteccheria

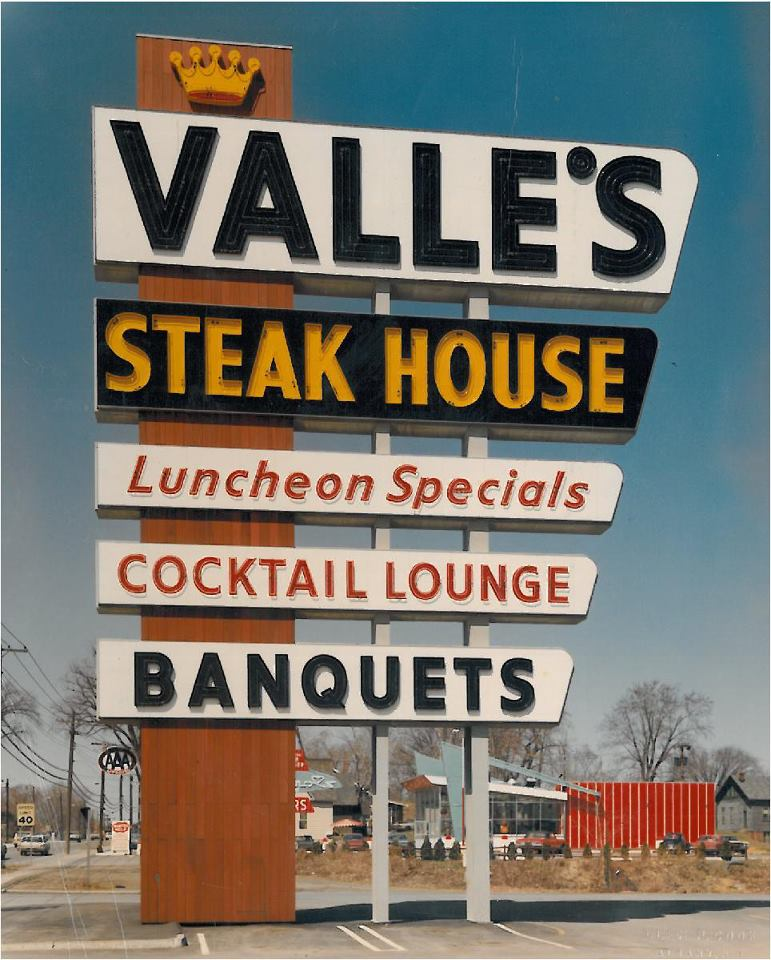
Una insegna della "Valle's Steak House", catena di bisteccherie diffusa nella costa orientale degli Stati Uniti.

Una bisteccheria (in inglese steakhouse) è un ristorante specializzato in bistecche e carne alla griglia; sebbene d'abitudine vi si servano bistecche di bovino e suino, è possibile ordinare tagli di ovino, pollame e selvaggina (in genere, con verdure o patate arrosto a guarnire ogni vivanda).

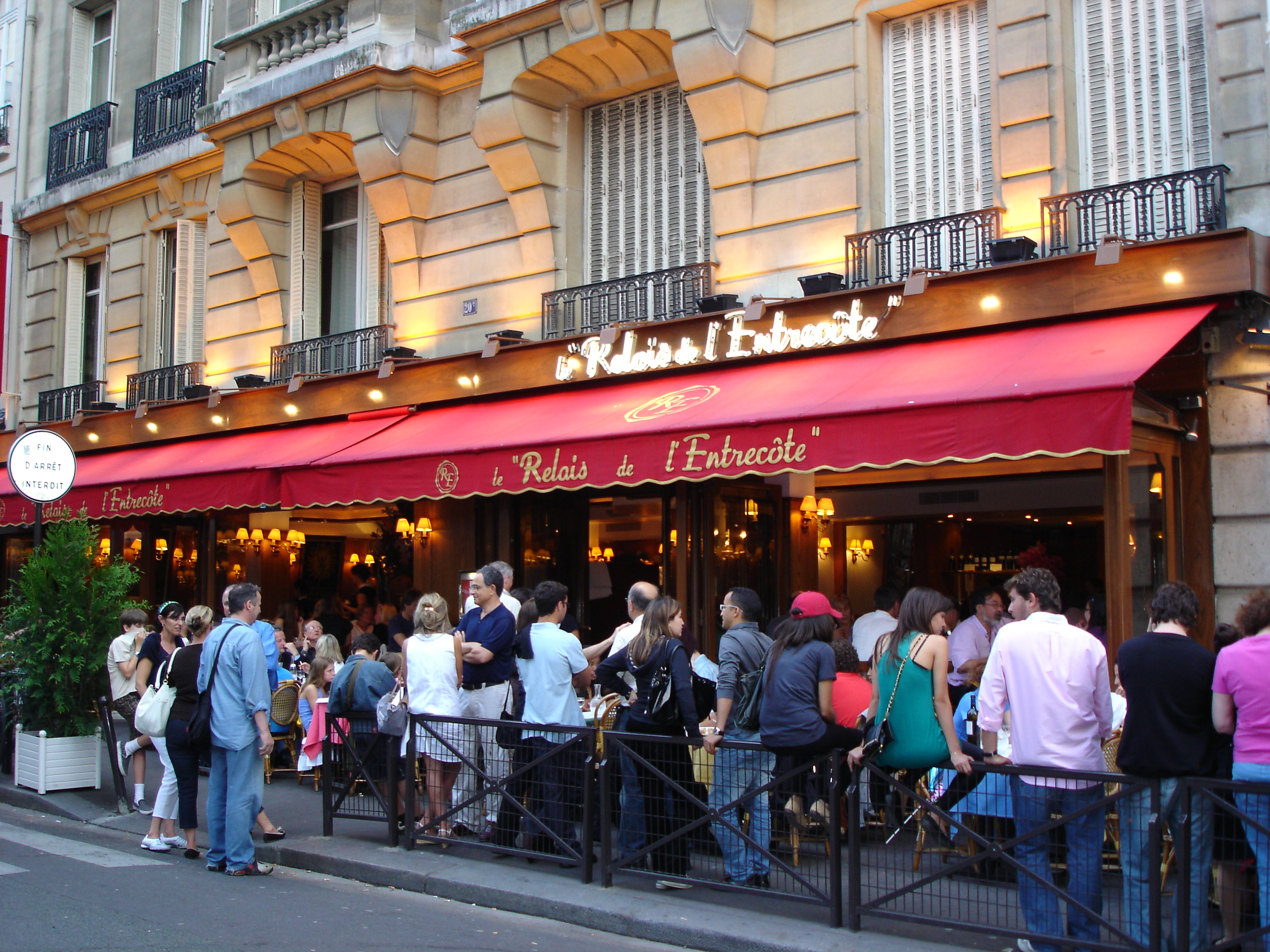
La bisteccheria francese "L'Entrecôte" nellarrondissement di Saint-Germain a Parigi.